# Kilenctüskés pikó
A kilenctüskés pikó (Pungitius pungitius) a sugarasúszójú halak (Actinopterygii) osztályának a pikóalakúak (Gasterosteiformes) rendjébe, ezen belül a pikófélék (Gasterosteidae) családjába tartozó faj.

## Előfordulása
A kilenctüskés pikó előfordul az egész északi félteke belvízeiben és part menti vízeiben. A vizek elszennyeződése és lecsapolása miatt egyes helyeken megcsappant az állománya. Elterjedési területe Európában Hollandiától ÉszakOroszországig terjed, és magába foglalja a következő európai országokat: Csehország, Dánia, Észtország, Fehéroroszország, Finnország, Lengyelország, Lettország, Litvánia, Németország, Norvégia és Svédország. Európán kívül Ázsiában és Észak-Amerikában is megtalálható.

## Megjelenése
A hal testhossza 5-7 centiméter, legfeljebb 9 centiméter. Feje és teste pikkelyek nélküli. A teljesen kifejlett oldalvonal mentén és a faroknyélen körülbelül 10, gyengén ék alakba rendeződött csontlemezke van. A kilenctüskés pikónál a torokrész és mellrész az ívás időszakában a barnától a fényes feketéig változó színt kap. Hátán általában 9 tüske található, de vannak 12 tüskés példányok is.

## Életmódja
Az állat kötetlen rajokban él, a mederfenék közelében. A hím csak az ívás idején válik helyhez kötötté. Tápláléka vízlakó gerinctelenek, alkalmanként vízinövények, halikra és halivadék. A kilenctüskés pikó legfőbb ellenségei a vidra, a vízicickány, a jégmadár, más vízimadarak és a nagyobb halak.

## Szaporodása
Az ivarérettséget az első év végétől éri el. Az ívási időszak április - augusztusban van. A kilenctüskés pikó hímje algákból a vízinövényekből, növénydús környezetben, a folyóágy vagy tófenék közelében építi golyó alakú fészkét. A hím a veséjéből kibocsátott ragacsos anyaggal erősíti össze a növényekből álló fészket. Ha a fészek és a hím fényes színei oda csaltak egy nőstényt, akkor az utóbbi bemegy a fészekbe és lerakja 300-1000 ikráját. Ezután a hím néhány hétig gondozza az ikrákat, majd a kikelt ivadékokat.